# Αヘリックス

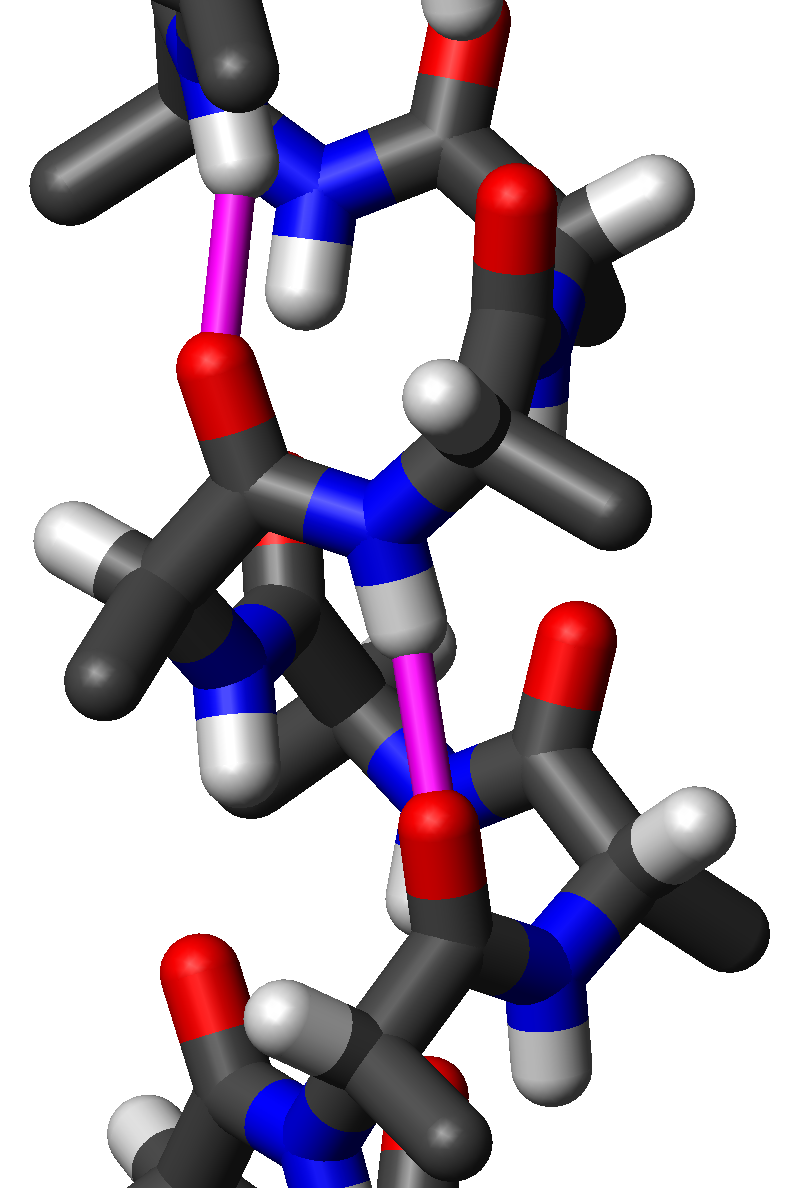
αヘリックスのアラニン残基の部分を原子レベルで横から見た模式図。マゼンタ色は酸素-水素間の水素結合でその距離は約2.08 Åである。この図ではN末端が下側、C末端が上側に描かれている。

αヘリックス（Alpha helix）はタンパク質の二次構造の共通モチーフの1つで、ばねに似た右巻きらせんの形をしている。骨格となるアミノ酸の全てのアミノ基は4残基離れたカルボキシ基と水素結合を形成している。

## 発展の歴史
1930年代前半、ウィリアム・アストベリーは湿った羊毛や髪の毛は、伸ばす前と後でX線繊維回折の結果が大きく違ってくることを発見した。この結果は、伸ばす前の繊維の分子は5.1 Å以下の周期でコイル状の構造を持っていることを示していた。
この実験の結果より、アストベリーは、
- 伸ばす前のタンパク質分子はα型と言われるらせん状の構造をしている
- タンパク質を伸ばすことによってらせん構造が壊れ、β型と言われる引き伸ばされた構造に変化する

というモデルを提唱した。
詳細について誤りはあったにせよ、アストベリーのこのモデルは概ね正しく、1951年にライナス・ポーリング、ロバート・コリー、ヘルマン・ブランソンらが提唱した二次構造の概念とも合致した。アストベリーのモデルでは原子同士がぶつかってしまっているため正しくない部分があると初めて指摘したのは、ハンス・ノイラートであった。ノイラートの論文とアストベリーのデータに刺激を受けたヒュー・テイラー、モーリス・ハギンズ、ローレンス・ブラッグらによってα-ヘリックスとよく似たケラチン分子の構造モデルが提唱された。
近年のα-ヘリックスのモデルに関する2つの大きな進展は、アミノ酸やペプチドの結晶構造やポーリングの予測したペプチド結合に基づく正しい結合配置の決定と、らせん1回りの残基数が整数であるという誤った予測を捨てたことであった。決定的瞬間は、1948年1月にポーリングが風邪を引いて寝ている時に訪れた。退屈な彼は紙にペプチド鎖の絵を描き、それをらせんに折って注意深く観察していた。その時に彼はモデルに水素結合を導入することに気付いたのである。ポーリングはこの説を公表する前にコリー、ブランソンと共に入念な確認の実験を行った。

## 構造

### 幾何学と水素結合

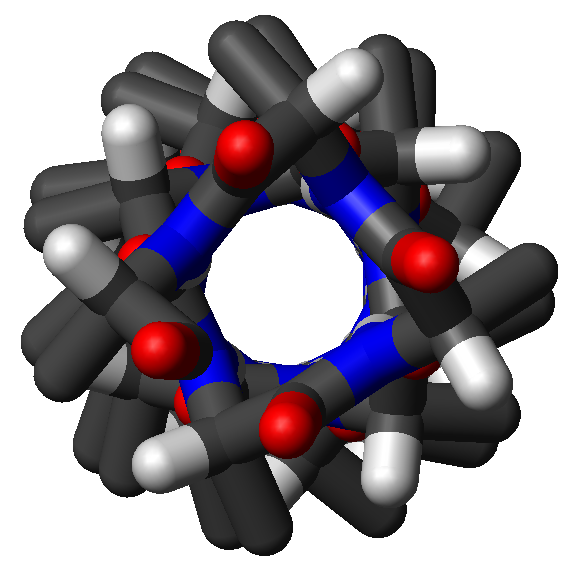
前出のαヘリックスを上から見た図。4つのカルボキシル基が100°ずつ開いて手前側に向かっている。

αヘリックス中のアミノ酸は5.4 Å単位の右巻きらせん構造をしている。それぞれのアミノ酸はらせん中で100°向きを変え（つまりらせんは3.6残基で1回転し）、らせんの軸の方向に1.5 Å進む。アミノ酸のアミノ基は4残基離れたアミノ酸のカルボキシル基と水素結合を作っている。これに対して、水素結合が3残基ごとのものは310ヘリックス、5残基ごとのものはΠヘリックスと呼ばれる。αヘリックス以外のヘリックス構造はあまり見られないが、310ヘリックスはαヘリックスの末端部で見られることがある。水素結合が2残基ごとの不安定なヘリックス（δヘリックスと呼ばれることがある）が、αヘリックス形成の中間体として分子動力学法を使ったシミュレーション中に現れたという報告もある。
αヘリックス中のアミノ酸の二面角は(φ, ψ)=(-60°, -45°)であることが多い。より一般的には、ある残基のψの二面角と次の残基のφの二面角の値の合計がおよそ-105°になる。その結果、αヘリックスはラマチャンドランプロットでは、(-90°, -15°)の点と(-35°, -70°)の点を結ぶ傾き-1の線分として表される。これに対して、310ヘリックスの二面角の合計はおよそ-75°、Πヘリックスの二面角の合計はおよそ-130°である。全てのトランス型ポリペプチドヘリックスの回転角Ωは、次の一般式で与えられる。
{\displaystyle 3\cos \Omega =1-4\cos ^{2}\left[\left(\phi +\psi \right)/2\right]}
αヘリックスは密に詰まっていて、らせんの内部にはほとんど空いた空間がないほどである。そのためアミノ酸の側鎖は、クリスマスツリーのように全て下側外向きを向いている。この配向性は低解像度の電子密度マップでタンパク質の骨格の方向を決めるのに利用されることもある。

### 安定性
タンパク質中に見られるαヘリックスは4から40以上の残基によって構成されているが、多いのは10残基程度のものである。溶液中の短いポリペプチド鎖は、ヘリックスを形成するのに要するエントロピーがヘリックスを結合することによる安定性によって補償されないため、αヘリックス構造を取ることはあまりない。αヘリックスの水素結合はβシートの水素結合よりも弱く、周囲の水分子の影響を受けやすいと言われている。しかし細胞膜の様な疎水的な環境やトリフルオロエタノールなどの共溶媒中では、オリゴペプチドも安定なαヘリックス構造を取ることができる。

## 実験的な検出
αヘリックスはその水素結合によって定義されるため、X線回折や核磁気共鳴分光法（NMR）による実験が行われてきた。NMRによって1つ1つの水素結合が直接観測されることもある。
より低解像度の方法として、NMRの化学シフトを使う方法や残余双極子相互作用などがヘリックスを同定するのによく用いられる。波長170-250 nmの紫外線による円偏光二色性スペクトルでも208 nmと222 nmの位置に固有のピークを持つ。これに対して、αヘリックスとランダムコイルのピークがかぶるため、赤外分光法が使われることはほとんどない。最近ではタンパク質中のαヘリックスが電子顕微鏡でも見分けられるようになり、活発に研究が続けられている。
1種類のアミノ酸による長いホモポリマーは、それが可溶性のものであればヘリックスを作ることがある。このような長いヘリックスは誘電緩和法や流動複屈折法、またはフィックの法則の定数の測定など特殊な方法によっても検出することができる。しかし厳密にいうと、これらの方法ではヘリックスの扁長の形や双極子モーメントしか見られていない。

## アミノ酸の傾向
異なったアミノ酸配列はαヘリックスの形成に対して異なった傾向を示す。メチオニン、アラニン、ロイシン、グルタミン酸、リシンは特にヘリックスを作る傾向が強いが、プロリン、グリシン、チロシン、セリンはヘリックスを作りにくい。特にプロリンはアミノ基を持っていないため水素結合の形成に関与できず、また側鎖の立体障害が大きくてφの二面角も-70°程度しかないことから、ヘリックス構造を壊したり歪めたりしてしまう。またグリシンは構造が単純で変形しやすいためヘリックスに閉じ込めておくことがエントロピー的に不利になり、ヘリックスの形成を阻害する。

## 双極子モーメント
ヘリックスの双極子モーメントは、らせんの軸方向に配列したそれぞれのアミノ酸のカルボニル基の双極子モーメントに由来する。このエントロピーによって、ヘリックスの安定性は低下している。またこの双極子モーメントを相殺するために、αヘリックスのN末端にはグルタミン酸など負の電荷を持ったアミノ酸がくることが多い。さらに数は少ないが、C末端にリシンのような正の電荷を持つアミノ酸が来ることもある。また、リン酸基のようなリガンドと結合するため、あえてN末端に正の電荷のアミノ酸が配置することもある。

## 大局的な構造
最初にX線結晶構造解析がなされたタンパク質であるミオグロビンは全体の70 %程度が8つのαヘリックスでからなり、残りがループかランダムである。
コイルドコイルは、2つかそれ以上のαヘリックスが互いの周りを囲みスーパーコイル構造を作って安定化した形である。コイルドコイルには7連子と言われる、保存性の高い7残基の繰り返しモチーフがある。1番目と4番目の残基は常に疎水性のアミノ酸（4残基目はロイシンであることが多い）で、らせんの束の内部で密着している。5番目と7番目の残基は反対の電荷を持ち、塩橋で架橋されている。ケラチンやミオシンのような繊維状タンパク質ではコイルドコイル構造がよく現れる。コイルドコイルと4ヘリックスバンドルはタンパク質に最もよく見られるモチーフである。例えばヒトの成長ホルモンや何種類かのシトクロムでも見られる。細菌の持つプラスミドの複製を促進するRopタンパク質では、1つのポリペプチド鎖がコイルドコイル構造を取り、2つの単量体が集まって4ヘリックスバンドル構造を取るという、興味深い構造をしている。

## 機能と役割
αヘリックスは、ヘリックスターンヘリックス、ロイシンジッパー、ジンクフィンガーなどの構造に含まれ、DNA結合モチーフとしての役割を持つ。これは、αヘリックスの直径が約1.2 nmでB型のDNAのメジャーグルーブの幅とほぼ同じサイズであるためである。

## ヘリックスからコイルへの構造変化
1種類のアミノ酸からなるホモポリマーは低い温度ではαヘリックスを取るが、温度が上がるとコイルに構造が変化する。この構造変化はかつては変性と同じものだと考えられていた。

## 芸術におけるαヘリックス
少なくとも2人の芸術家がαヘリックスに着想を得た作品を作っている。画家のジュリー・ニュードルと彫刻家のジュリアン・アンドレアである。
微生物学の学位も持つジュリー・ニュードルは1990年から微生物や分子に着想を得た絵画を制作してきた。2003年の彼女の作品Rise of the Alpha Helixはαヘリックスの背景の中に人が描かれた絵である。
ジュリアン・アンドレアはドイツ生まれの彫刻家で実験物理学の学位を持つ。彼は2001年から2004年にかけてタンパク質の構造を模したprotein sculpturesという作品を竹と木などの様々な材料を使って制作した。高さ10フィートで真っ赤な色をしたこの作品はαヘリックスの発見者の一人であるポーリングに捧げられ、オレゴン州ポートランドにある、ポーリングの幼少の頃の家の前に飾られている。